# Dainagon
Dainagon (大納言), as vezes traduzido como Grande Conselheiro, eram os  Conselheiros do Primeiro Escalão no Ritsuryō (sistema governamental feudal japonês).
O cargo foi institucionalizado em 702 pelo Código Taihō e vigorou até o período Meiji, no século XIX. Os que ocupavam o cargo eram Conselheiros do Primeiro Escalão. Assistiam o Sadaijin (Ministro da Esquerda) e o Udaijin (Ministro da Direita). Existiam geralmente três Dainagon; às vezes mais. Ele foi abolido em 1871.

## Lista deDainagon
1. Fujiwara no Kamatari [5] (661 – 669)
2. Soga no Hatayasu (672)
3. Kose no Hito (672)
4. Ki no Ushi (672)
5. Ōtomo no Makuta (683)
6. Príncipe Toneri (683)
7. Ōtomo no Miyuki (701)
8. Abe no Miushi (701)
9. Isonokami no Maro (701 - 704)
10. Fujiwara no Fuhito (701 - 708)
11. Ki no Maro (701 - 705)
12. Ōtomo no Yasumaro (705 - 714)
13. Príncipe Nagaya (718 - 721)
14. Abe no Yadonamaro (718 - 720)
15. Tajihi no Ikemori (721 - 730)
16. Fujiwara no Muchimaro (729 - 734)
17. Ōtomo no Tabito (730 - 731)
18. Tachibana no Moroe (737 - 738)
19. Fujiwara no Toyonari (740 - 749)
20. Kose no Nademaro (749 - 753)
21. Fujiwara no Nakamaro (749 - 757)
22. Ishikawa no Toshitari (758 - 762)
23. Fun'ya no Kiyomi (762 - 764)
24. Fujiwara no Nagate (764 - 766)
25. Príncipe Shirakabe (futuro Imperador Konin) (766 - 770)
26. Fujiwara no Matate (766)
27. Kibi no Makibi (766)
28. Yuge no Kiyohito (768 - 770)
29. Ōnakatomi no Kiyomaro (768 - 771)
30. Fun'ya no Ōchi (771 - 777)
31. Fujiwara no Uona (771 - 778)
32. Isonokami no Yakatsugu (780 - 781)
33. Fujiwara no Tamaro (781)
34. Fujiwara no Korekimi (782 - 783)
35. Fujiwara no Tsuginawa (ou Tsugutada, 783 - 790)
36. Fujiwara no Oguromaro (790 - 794)
37. Ki no Funemori (791 - 792)
38. Ki no Kosami (796 - 797)
39. Príncipe Kami (796 - 798)
40. Príncipe Ichishi (798 - 805)
41. Fujiwara no Otomo (806 - 807)
42. Fujiwara no Uchimaro (806)
43. Fujiwara no Sonondo (ou Sonohito, 810 - 812)  [6]
44. Sakanoue no Tamuramaro (810 - 811)
45. Fujiwara no Fuyutsugu (818 - 821)
46. Fujiwara no Otsugu (821 - 825)
47. Yoshimine no Yasuyo (828 - 830)
48. Fujiwara no Tadamori (828 - 838)
49. Kiyohara no Natsuno (830 - 832)
50. Minamoto no Tokiwa (838 - 840)
51. Fujiwara no Chikanari (840 - 842)
52. Tachibana no Ujikimi (842 - 844)
53. Fujiwara no Yoshifusa (843 - 848)
54. Minamoto no Makoto (848 - 857)
55. Fujiwara no Yoshisuke (856 - 857)
56. Abe no Yasuhito (857 - 859)
57. Minamoto no Sadamu (859 - 863)
58. Minamoto no Hiromu (859 - 863)
59. Taira no Takamune (864 - 867)
60. Tomo no Yoshio (864 - 866)
61. Fujiwara no Ujimune (867 - 870)
62. Minamoto no Tōru (870 - 872)
63. Fujiwara no Mototsune (870 - 872)
64. Minamoto no Masaru (872 - 882)
65. Fujiwara no Tsuneyuki (872 - 875)
66. Minabuchi no Toshina (876 - 877)
67. Fujiwara no Yoshiyo (882 - 891)
68. Fujiwara no Fuyuo (882 - 887)
69. Minamoto no Yoshiari (891 - 896)
70. Fujiwara no Tokihira (897 - 899)
71. Fujiwara no Takafuji (899 - 900)
72. Minamoto no Hikaru (899 - 901)
73. Fujiwara no Sadakuni (902 - 906)
74. Fujiwara no Kunitsune (902 - 908)
75. Minamoto no Sadatsune (908)
76. Fujiwara no Tadahira (911 - 914)
77. Minamoto no Tatau (913 - 914)
78. Minamoto no Noboru (914 - 918)
79. Fujiwara no Michiakira (914 - 920)
80. Fujiwara no Sadakata (920 - 924)
81. Fujiwara no Kiyotsura (921 - 930)
82. Fujiwara no Nakahira (927 - 933)
83. Fujiwara no Tsunesuke (933 - 937)
84. Fujiwara no Morosuke (939 - 947)